# Kang Ji-yong
Kang Ji-Yong (tiếng Hàn: 강지용, sinh ngày 23 tháng 11 năm 1989) là một cầu thủ bóng đá người Hàn Quốc, anh chơi ở vị trí tiền vệ cho đội bóng Gangwon FC ở K League Challenge. Anh đã từng thay đổi tên của mình từ Kang Dae-Ho thành Kang Ji-Yong.